# 90년대
- 90년대는 90년부터 99년을 가리킨다.